# Theobald van Arles
Theobald van Arles (overleden tussen 887 en 895) was van 864/866 tot aan zijn dood graaf van Arles. Hij behoorde tot de Bosoniden-dynastie.

## Levensloop
Theobald was de zoon van graaf Hugbert van Arles en diens onbekend gebleven echtgenote. Na de dood van zijn vader tussen 864 en 866 werd hij graaf van Arles.
In 879 huwde hij met Bertha, een buitenechtelijke dochter van koning Lotharius II van Lotharingen. Ze kregen de volgende kinderen: 
- Hugo (overleden in 948), graaf van Vienne en koning van Italië
- Boso III (overleden in 936), graaf van Avignon en Arles en markgraaf van Toscane
- Teutberga (overleden voor 948), huwde met Warinus, burggraaf van Sens en graaf van Troyes

Rond 879/880 bevond Theobald zich in de entourage van koning Boso van Provence, aan wie Theobald verwant was. Volgens de Annales Vedastini raakte Theobald in 880 gewond in een veldslag tegen Boso. Theobald en hertog Hugo van de Elzas moesten vervolgens naar de Provence vluchten.
Theobald van Arles overleed tussen 887 en 895; zijn precieze sterfdatum is niet bekend. Zijn weduwe Bertha hertrouwde in 895 met markgraaf Adalbert II van Toscane.